# August Hullmann
Heinrich Gerhard August Hullmann (né le 18 août 1826 à Elsfleth et mort le 21 novembre 1887 à Leipzig) est juge impérial et député du Reichstag.

## Biographie
Fils du conducteur de digues Johann Hullmann (1792-), il étudie au lycée Marie de Jever. À partir de 1846, Hullmann étudie le droit à l'Université d'Iéna. Au cours de ses études à Iéna, il devient membre du Burschenschaft Arminia auf dem Burgkeller en 1846. En 1848, Hullmann participe à la fête de la Wartbourg du 12 juin 1848 et est membre du conseil d'administration de l'association démocratique d'Iéna. Le 14 août 1848, Hullmann est arrêté lorsque, en tant que membre de la députation, il tente de libérer, sous la menace de la violence, un étudiant arrêté lors des émeutes de la veille. Le 26 août 1848, Hullmann est libéré de son emprisonnement à Weimar. Avec Friedrich Wilhelm Eschen, il dirige la rédaction du Tribune du Peuple de Thuringe du 14 octobre au 23 décembre 1848, succédant aux arrêtés Adolf Lafaurie (de) (1816-1875) et Carl Gustav Rothe (1823-1910). Le 15 février 1849, Hullmann offre à Karl Marx| un emploi au Neue Rheinische Zeitung. Le 22 février, un article de Hullmann y est publié sur le procès contre Lafaurie et Rothe. Il ne peut terminer ses études qu'avec une bourse du grand-duc d'Oldenbourg, car son père est incapable de travailler en raison d'une maladie mentale et est donc lourdement endetté. 1850, il entre dans le service judiciaire. Après un service préparatoire en tant qu'auditeur officiel à Tossens et en tant que secrétaire du tribunal de district de Neuchâtel, il réussit le deuxième examen de droit de l'État en octobre 1853. En 1855, il est nommé assesseur du tribunal régional d'Oldenbourg. En 1858, il est transféré au tribunal supérieur de Varel. En 1861, il est nommé juge assistant à la cour d'appel d'Oldenbourg et l'année suivante au tribunal supérieur local. En 1865, il devient membre du conseil de la Cour suprême d'Oldenbourg. En 1868, il vient à la Cour d'appel supérieure d'Oldenbourg en tant que juge assistant. À partir de 1873, il est conseiller en chef des appels. En 1878, il est nommé juge supérieur du commerce impérial à Leipzig et en 1879 au deuxième sénat civil de la cour impériale.
En 1857 et 1863, il est membre du parlement oldenbourgeois (de), de 1869 à 1872 en tant que président. En 1867, il demande en vain un siège au Reichstag. En 1874, il est élu au Reichstag pour la 1re circonscription d'Oldenbourg (Oldenbourg, Eutin, Birkenfeld) avec le Parti national-libéral. Avec Hermann Becker (de), également originaire d'Oldenbourg, il est membre de la commission législative des lois de justice du Reich de 1877 et écrit l'un des premiers commentaires sur le nouveau code de la faillite.

## Travaux
- Die Reform des Grunderbrechts im Herzogthum Oldenburg, Oldenburg 1870, Digitalisat des MPIER.
- Die Concursordnung für das Deutsche Reich, 1879.
- Das Oldenburgische Gesetz, betreffend die Aufhebung der Berufungsinstanz, Der Gerichtssaal, Jahrgang 21 (1869), S. 161.